# Lamine Ba (ur. 1997)
Lamine Ba (ur. 24 sierpnia 1997 w Villepinte) – mauretański piłkarz grający na pozycji środkowego obrońcy. Od 2022 jest zawodnikiem klubu NK Varaždin.

## Kariera klubowa
Swoją karierę piłkarską Ba rozpoczął w klubie En Avant Guingamp. W sezonie 2014/2015 grał w jego rezerwach. Z kolei w sezonie 2015/2016 był zawodnikiem rezerw Paris Saint Germain. W sezonie 2016/2017 był piłkarzem włoskiego drugoligowego Virtusu Entella, jednak nie wystąpił w nim ani razu. W 2017 przeszedł do cypryjskiej Doksy Katokopia. Swój debiut w niej zaliczył 21 sierpnia 2017 w zremisowanym 0:0 wyjazdowym meczu z Olympiakosem Nikozja. Graczem Doksy był przez trzy sezony.
Latem 2020 Ba przeszedł do luksemburskiego klubu Progrès Niedercorn. Swój debiut w nim zanotował 30 sierpnia 2020 w wygranym 4:0 wyjazdowym spotkaniu z UNA Strassen. W Progrèsie grał przez dwa lata.
Latem 2022 Ba został został zawodnikiem  NK Varaždin. Swój debiut w nim zanotował 22 lipca 2022 w wygranym 2:1 wyjazdowym meczu z Istrą 1961.
| Sezon   | Klub                  | Kraj       | Rozgrywki                 | Mecze | Bramki |
| ------- | --------------------- | ---------- | ------------------------- | ----- | ------ |
| 2014/15 | En Avant Guingamp B   | Francja    | CFA 2                     | 1     | 0      |
| 2015/16 | Paris Saint Germain B | Francja    | CFA                       | 2     | 0      |
| 2016/17 | Virtus Entella        | Włochy     | Serie B                   | 0     | 0      |
| 2017/18 | Doksa Katokopia       | Cypr       | Protathlima A’ Kategorias | 28    | 0      |
| 2018/19 | Doksa Katokopia       | Cypr       | Protathlima A’ Kategorias | 5     | 0      |
| 2019/20 | Doksa Katokopia       | Cypr       | Protathlima A’ Kategorias | 0     | 0      |
| 2020/21 | Progrès Niedercorn    | Luksemburg | Nationaldivisioun         | 23    | 1      |
| 2021/22 | Progrès Niedercorn    | Luksemburg | Nationaldivisioun         | 27    | 2      |
| 2022/23 | NK Varaždin           | Chorwacja  | Prva HNL                  | 19    | 0      |

## Kariera reprezentacyjna
W reprezentacji Mauretanii Ba zadebiutował 26 marca 2022 w wygranym 2:1 towarzyskim meczu z Mozambikiem, rozegranym w Nawakszucie. W debiucie strzelił gola. W 2024 roku powołano go do kadry na Puchar Narodów Afryki 2023. Rozegrał w nim cztery mecze: grupowe z Burkiną Faso (0:1), z Angolą (2:3) i z Algierią (1:0) oraz w 1/8 finału z Republiką Zielonego Przylądka (0:1).